# Дмитрий Четвергов
Дмитрий Четвергов е руски китарист, един от най-известните инструменталисти, които работят като самостоятелни музиканти. Освен солова кариера, Четвергов участва и в други проекти като гост-музикант.

## Биография
Роден е на 23 юни 1961 в Москва. Завършва музикално училище с отличие. През 1978 г. постъпва в студиото за джаз импровизации „Москворечие“. Завършва Московския държавен институт на културата, специалност ръководител на оркестър с народни инструменти. Четвергов свири в групите „Екипаж“, „Квадро“, „Дюна“ и „Кураж“, но с нито една от тях не добива особен успех. Участва в записите на единствения албум на Кураж „Ветер в гривнах“ като е композиор на 3 от песните в него. По-късно за кратко участва като сесионен музикант в денс групата „Кар-Мен“. От 1992 до 1995 Четвергов е китарист и аранжор на Николай Носков, след като вокалът напуска „Горки Парк“ и започва самостоятелна кариера.
През 1997 г. Дмитрий Четвергов издава първият си самостоятелен албум „Свободный полет“. Същата година с Николай Арунютов създават групата „Четверг Арунютова“. Освен това работи като сесионен музикант с Александър Кутиков, Лариса Долина, Алсу, Григорий Лепс, Игор Сандлер и Дмитрий Колдун. Свирил е на една сцена с Глен Хюз, Джо Сатриани и Джо Лин Търнър по време на концертите им в Русия. През 2005 издава 2 албума – „С цветка на цветок“ и „Музыка разных лет“. През 2008 участва като гост в записите на албума на „Гран-Кураж“ „Новой надежды свет...“. От 2012 участва в проекта „Соло для гитары с оркестром“.
От 2015 г. свири в „Круиз“.

## Дискография

### Самостоятелно
- „Свободный полет“ (1997)
- „С цветка на цветок“ (2005)
- „Музыка разных лет“ (2005)

### С „Кураж“
- Ветер в гривах (1989)

## Музикални изяви

### Участия в концерти
- Концерт-промоция на албума „По пояс в небе“ – изп. „Я немодный“ (дует с Николай Носков)